# Rebecca C. Schnyder
Rebecca C. Schnyder (geboren 1986 in Zürich) ist eine Schweizer Schriftstellerin.

## Leben
Rebecca C. Schnyder arbeitet als freie Autorin in St. Gallen. Für ihre Arbeiten erhielt sie mehrere Förderungen, unter anderem den „Preis für das Schreiben von Theaterstücken“ der Schweizerischen Autorengesellschaft (SSA). Ihr Theaterstück Alles trennt entstand 2013/14 beim „Dramenprozessor“ am Theater an der Winkelwiese und nahm 2015 am Heidelberger Stückemarkt teil.
2016 veröffentlichte sie einen „coolen Debütroman“.

## Werke
- Alles ist besser in der Nacht. Zürich : Dörlemann, 2016
- Neutag : Lyrik. Zürich : Govinda-Verlag, 2011.